# Красноспинный дрозд-отшельник
Красноспинный дрозд-отшельник (лат. Cichlopsis leucogenys)  — вид птиц семейства дроздовых. Единственный представитель рода Cichlopsis. Выделяют четыре подвида. Распространены в Южной Америке.

## Описание

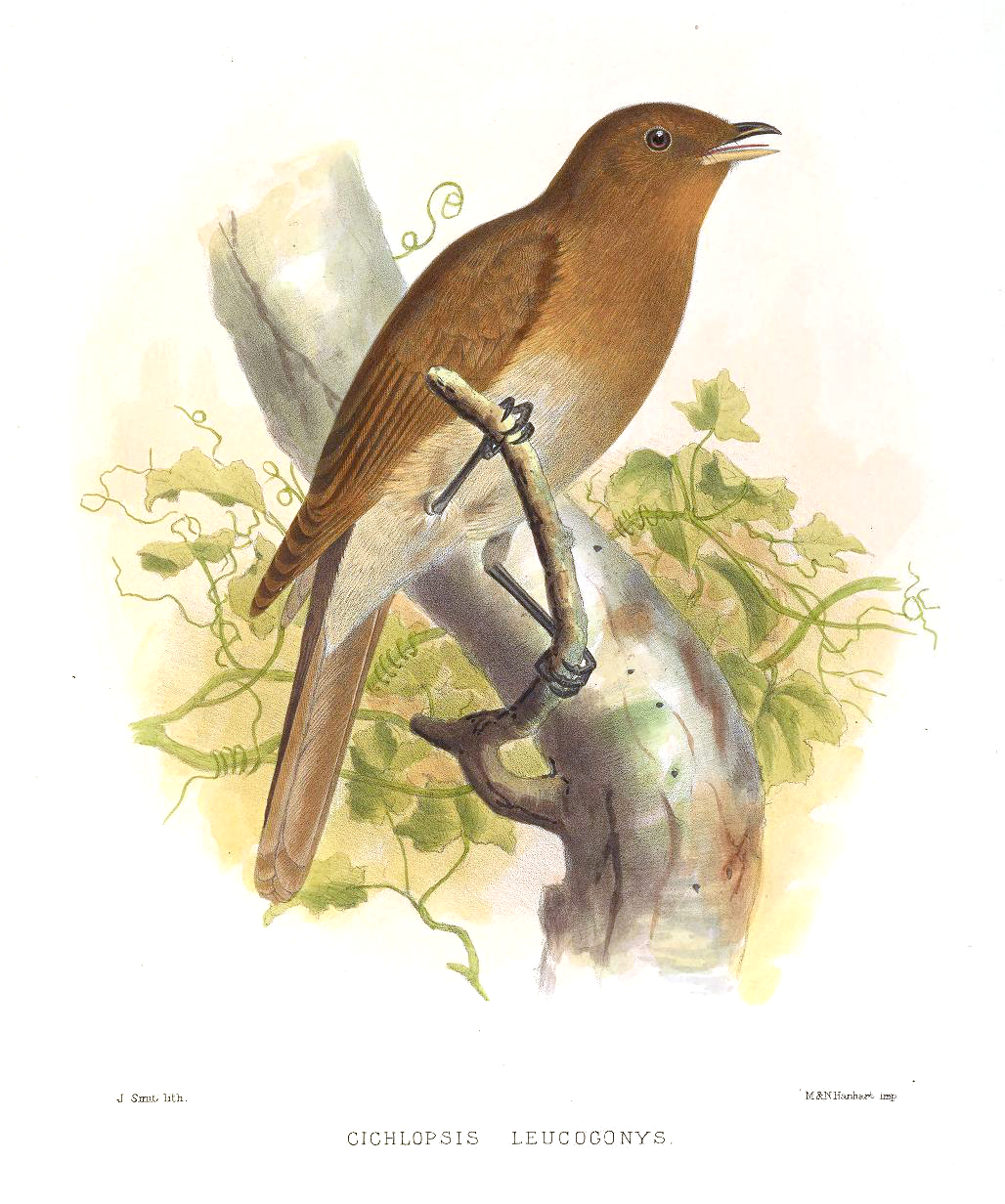
Рисунок

Красноспинный дрозд-отшельник достигает длины 20—21 см и массы около 61 г. Половой диморфизм не выражен. У взрослых особей голова, верхняя часть тела, горло и верхняя часть груди рыжевато-коричневые, тёмно-коричневые или коричневато-рыжие; голова и горло часто немного более насыщенного цвета. Бледно-беловатая или жёлтая кожа орбиты глаза образует различимое окологлазное  кольцо на однотонном лице. Рулевые, маховые и верхние кроющие перья крыла тёмные с рыжевато-коричневыми или коричневато-рыжими внешними опахалами, довольно сходные по цвету с верхними частями тела. Нижняя часть тела тускло-белесая, центр груди (ниже рыжего нагрудника) серая, низ боков и подхвостье тускло-коричневые, а нижние кроющие перья хвоста ярко-коричневые. Нижние кроющие перья крыла тускло-белесые. Клюв относительно толстый, заострённый и слегка крючковатый на конце. У взрослых особей надклювье черноватое, а подклювье от ярко-жёлтого до оранжево-жёлтого цвета. У молодых особей подклювье тускло-сероватое с жёлтым основанием, постепенно становясь более ярко-жёлтым в течение первого года жизни. У взрослых особей радужная оболочка тёмно-красновато-коричневая или красноватая. У молодых особей она более тусклая и серо-коричневая, постепенно становясь более коричневой или тускло-красновато-коричневой в течение первого года жизни. У взрослых особей ноги желтоватые или коричневато-жёлтые и могут становиться ярче в брачный период. Ноги у молодых особей темнее и серее, а в течение первого года жизни становятся тускло-жёлтыми. Окраска оперения молодых птиц похоже на более позднее оперение, но в целом более тусклая и имеются размытые желтовато-коричневые пятна на верхней части тела и груди и размытые желтовато-коричневые отметины или кончики на внутренних и часто внешних верхних кроющих перьев крыльев.

## Распространение и места обитания
Выделяют четыре подвида:
- Cichlopsis leucogenys gularis  Riley, 1918 — юго-восточная Венесуэла, Гайана, Суринам
- Cichlopsis leucogenys  chubbi  Stresemann, 1938 — юго-запад Колумбии, северо-запад Эквадора
- Cichlopsis leucogenys  peruviana  Hartert, 1896 — центр Перу
- Cichlopsis leucogenys  leucogenys  Stresemann, 1938 — восток Бразилии

Естественными местами обитания являются субтропические или тропические влажные предгорные и горные леса. Встречается в основном на высоте 400—1200 м над уровнем моря, но в зависимости от сезона встречается и ниже, и выше. Подвиды несколько различаются по своему обычному диапазону высот: C. l. chubbi встречается на высоте 400—1200 м, C. l peruviana — на высоте 690—1500 м, C. l. gularis — на высоте  900—1450 м в Венесуэле, на высоте 800—1400 м в Гайане, на высоте 500—700 м в Суринаме и C. l. leucogenys — на высоте 750—850 м.

## Биология
Красноспинный дрозд-отшельник обычно кормится поодиночке или парами, но иногда присоединяется к смешанным стаям кормящихся птиц, особенно когда другие виды плодоядных птиц собираются на плодоносящих деревьях. В состав рациона входят в основном фрукты и ягоды, включая ягоды семейства Меластомовые (Melastomataceae) и плоды Ficus sp., а также, предположительно, беспозвоночные.
Фенология гнездования изучена очень плохо и, вероятно, сильно различается у разных подвидов. Гнездо C. l. gularis с птенцами обнаружено в конце февраля на юго-востоке Венесуэлы, и представители этого подвида, как полагают, размножаются в марте и апреле в Гайане. Подвид C. l. chubbi размножается в июне и июле в Колумбии, а молодые особи C. l. peruviana были замечены в июле. Гнездо номинативного подвида было активным в сентябре. Все известные гнезда сооружены на высоте не менее 3 м от земли в развилках деревьев или на крупных ветвях. Единственные опубликованные подробности о строении гнезда относятся к гнезду C. l. gularis на юго-востоке Венесуэлы, которое представляло собой открытую чашу, построенную из тонких корешков и покрытую снаружи мхом.